# Dodecaseta eibyejacobseni
Dodecaseta eibyejacobseni är en ringmaskart som beskrevs av Green 2002. Dodecaseta eibyejacobseni ingår i släktet Dodecaseta och familjen Capitellidae. Inga underarter finns listade i Catalogue of Life.